# Caroline Puamau
Caroline Pickering Puamau, née le 1er mai 1980 à Suva, est une nageuse fidjienne qui détient un record olympique et national pour son pays. 

## Biographie
Caroline Puamau remporte aux Jeux du Pacifique Sud de 1995 (en) à Papeete quatre médailles d'argent (sur 50 et 100 mètres nage libre, sur 100 mètres dos et sur 100 mètres papillon) et une médaille de bronze sur 200 mètres quatre nages. Aux Jeux du Pacifique Sud de 1999 (en) à Hagåtña, elle est sextuple médaillée d'or (sur 50, 100 et 200 mètres nage libre, sur 100 et 200 mètres dos et sur 200 mètres quatre nages) et médaillée d'argent sur 100 mètres papillon. Elle est ensuite médaillée d'argent du 50 mètres dos aux Championnats d'Océanie de natation 2000 (en) à Christchurch.
Elle nage pour les îles Fidji aux Jeux olympiques de 1996 et de 2000 ainsi qu'aux Jeux du Commonwealth de 2002 à Manchester. Elle est médaillée d'or du 50 mètres nage libre aux Championnats d'Océanie de natation 2002 (en) à Nouméa.
Elle participe également aux Jeux du Pacifique Sud de 2003 à Suva, remportant deux médailles d'or, six d'argent et une de bronze, et aux Jeux du Pacifique Sud de 2007 à Apia, où elle remporte deux médailles d'or, trois d'argent et deux de bronze. Elle allume le chaudron lors de la cérémonie d'ouverture des Jeux de 2003.
Caroline Puamau refuse de participer aux qualifications pour les Jeux olympiques d'été de 2008 à Pékin, déclarant: « En ce moment, je préfère entraîner. » .
Elle est médaillée de bronze sur 4 x 50 mètres nage libre mixte et 4 x 100 mètres nage libre aux Championnats d'Océanie de natation 2014 (en). Aux Jeux du Pacifique de 2015 à Port Moresby, elle remporte six médailles d'argent et une médaille de bronze.